# Селце (округ Полтар)
Селце (словац. Selce, угор. Telep) — село, громада в окрузі Полтар, Банськобистрицький край, центральна Словаччина. Кадастрова площа громади — 24,41 км². Населення — 116 осіб (за оцінкою на 31 грудня 2017 р.).
Перша згадка 1303 року.

## Географія
Протікають Сельчанський потік і Дубовий потік.

## Населення
| Рік:            | 1994. | 2004.    | 2014.    | 2024.   |
| --------------- | ----- | -------- | -------- | ------- |
| Кількість осіб: | 118   | 94       | 110      | 119     |
| Різниця:        |       | -20,33 % | +17,02 % | +8,18 % |

| Рік:            | 2023. | 2024.   |
| --------------- | ----- | ------- |
| Кількість осіб: | 116   | 119     |
| Різниця:        |       | +2,58 % |